# Південний фронт (Бессарабсько-Буковинський похід)
Півде́нний фронт — тимчасове оперативно-стратегічне об'єднання (фронт) Червоної армії, яке існувало з 9 червня до липня 1940 на час проведення Бессарабської операції з метою примусової передачі Румунією Бессарабії та Північної Буковини до складу СРСР у 1940 році.

## Військові операції
- Приєднання Бессарабії та Північної Буковини до СРСР

## Командувачі
- генерал армії Жуков Г. К. (9 червня — липень 1940)

## Склад військ фронту

### Угруповання військ Південного фронту.27 червня1940
| Південний фронт (ген.арм. Жуков Г.К.)             | Склад угруповання         | Склад угруповання                                       | Склад угруповання  |
| Південний фронт (ген.арм. Жуков Г.К.)             | Корпуси                   | Дивізії                                                 | Бригади            |
| ------------------------------------------------- | ------------------------- | ------------------------------------------------------- | ------------------ |
| у складі фронту (безпосередьного підпорядкування) |                           | 8-ма, 17-та, 86-та, 100-та сд,                          | 201, 204, 214 пдбр |
| 12 А (ген.-м-р П.О. Парусинов)                    | 8-й ск                    | 72-га, 124-та, 146-та сд,                               | 10-та, 26-та тбр   |
|                                                   | 13-й ск                   | 60-та, 62-га, 139-та сд, 192-га гсд                     | 24-та тбр          |
|                                                   | 2-й кк                    | 3-тя, 5-та кд                                           | 5-та тбр           |
|                                                   | 4-й кк                    | 16-та, 34-та кд                                         | 23-тя тбр          |
|                                                   | 17-й стрілецький корпус   | 58-ма, 131-ша сд, 81-ша мсд                             | 13-та тбр          |
|                                                   | 15-й ск                   | 7-ма, 141-ша сд                                         | 38-ма тбр          |
| 5 А (ген.-л-т В.П. Герасименко)                   | 49-й ск                   | 44-та, 80-та, 135-та сд                                 | 36-та тбр          |
|                                                   | 36-й ск                   | 130-та, 169-та сд                                       | 49-та тбр          |
| 9 А (ген.-л-т І.В. Болдин)                        |                           | 140-ва сд                                               |                    |
|                                                   | 35-й ск                   | 25-та, 173-тя, 95-та сд                                 |                    |
|                                                   | 37-й ск                   | 30-та, 147-ма, 176-та сд                                |                    |
|                                                   | 5-й кавалерійський корпус | 9-та кавалерійська дивізія, 32-га кавалерійська дивізія | 4-я тбр            |
|                                                   | 7-й стрілецький корпус    | 51-ша, 74-та сд, 15-та моторизована дивізія             | 14-та тбр          |
|                                                   | 55-й стрілецький корпус   | 116-та, 150-та, 164-та сд                               |                    |

Примітка: До складу військ Південного фронту входили 32 стрілецькі, 2 мотострілецькі, 6 кавалерійські дивізії, 11 танкових і 3 повітряно-десантних бригади, 14 корпусних артполків, 16 артполків РГК і 4 артдивізіони великої потужності. Загальна чисельність угрупування становила до 460 тис. чоловік, до 12 тис. гармат і мінометів, близько 3 тис. танків. Угрупування ВПС фронту об'єднувало 21 винищувальний, 12 середньобомбардувальних, 4 далекобомбардувальних, 4 легкобомбардувальних, 4 важкобомбардувальних авіаполків і до 24 червня налічувала 2 160 літаків..